# Gerald A. Straka
Gerald A. Straka (* 1944) ist ein deutscher Wirtschaftspädagoge und lehrt als Professor für Erziehungswissenschaften am Institut für Technik und Bildung der Universität Bremen.

## Leben
Straka studierte Ökonomie und Pädagogik an der Universität Mannheim. Nach dem Abschluss als Diplom-Handelslehrer war er wissenschaftlicher Mitarbeiter an der Universität Mannheim,  der Universität Göttingen und der Albert-Ludwigs-Universität Freiburg. Straka wurde 1973 von der Erziehungswissenschaftlichen Fakultät der Universität Göttingen promoviert. Nach einem Ruf an die Westfälische Wilhelms-Universität in Münster auf eine Professur für Erziehungswissenschaften 1976 folgte er 1977 dem Ruf an die Universität Bremen.

## Forschung und Lehre
Die Schwerpunkte der wissenschaftlichen Arbeiten Strakas betreffen die lern-lehr-theoretische Didaktik, das selbstgesteuerte Lernen, die Berufsbildung, die Mediennutzung im Alter und der internationale Vergleich pädagogischer Ansätze. Wichtige wissenschaftliche Werke sind:
- (mit Gerd Macke) Lern-lehr-theoretische Didaktik. 4. Aufl. Münster 2006
- „Neue Lernformen“ in der bundesdeutschen Berufsbildung – neue Konzepte oder neue Etiketten? Bremen 2005
- Von der Klassifikation von Lernstrategien im Rahmen selbstgesteuerten Lernens zur mehrdimensionalen und regulierten Handlungsepisode. Bremen 2005
- Informal learning. Bremen 2004
- Zertifizierung non-formell und informell erworbener beruflicher Kompetenzen. Münster 2003
- Selbstgesteuertes Lernen und individuelles Wissensmanagement. Bremen. 2001
- Wie kann "Tacit Expertise" explicit gemacht werden? Bremen 2001
- Selbständiges Lernen – Konzepte und empirische Befunde. Bremen : Univ., 2000
- Entschulung der Berufsbildung. Bremen 2000
- Perspektiven der Berufs- und Wirtschaftspädagogik. Opladen 2000
- Conceptions of self-directed learning. Münster 2000
- Selbstgesteuertes Lernen als Voraussetzung für Veränderungen. Bremen 1999
- Auf dem Weg zu einer mehrdimensionalen Theorie selbstgesteuerten Lernens. Bremen 1998
- European views of self-directed learning. Münster 1997
- Aktive Mediennutzung im Alter. Heidelberg 1990
- Aktivierende Medienarbeit mit älteren Menschen. Düsseldorf 1990
- Ältere Bürger und neue Technik. Düsseldorf 1988
- Was Maos Erben in der Schule lernen. Münster 1987
- Schule und Hochschule in der Volksrepublik China. Bremen 1983
- (mit Gerd Macke) Lernen, Lehren und Bewerten. Stuttgart 1983
- (mit Gerd Macke) Lehr-lern-theoretische Aspekte der Unterrichtsplanung. Mainz 1981
- Lehren und Lernen in der Schule. 2. Aufl. Stuttgart 1981
- (mit Gerd Macke) Lehren und Lernen in der Schule. Stuttgart, Berlin, Köln, Mainz 1979
- Mastery learning, Lernerfolg für jeden? München, Wien, Baltimore 1978
- Forschungsstrategien zur Evaluation von Schulversuchen. Weinheim und Basel 1974